# Exocarpos luteolus
Exocarpos luteolus är en sandelträdsväxtart som beskrevs av Charles Noyes Forbes. Exocarpos luteolus ingår i släktet Exocarpos och familjen sandelträdsväxter. Inga underarter finns listade i Catalogue of Life.